# Dombes-Halbblut
Das Dombes-Halbblut (französisch demi-sang de la Dombes, auch bekannt als cheval de Bresse oder demi-sang de l'Ain) ist eine ausgestorbene französische Pferderasse aus den historischen Regionen Dombes und Bresse im heutigen Département Ain. Sie war dort vom späten Mittelalter bis ins 16. Jahrhundert hinein verbreitet. Nach einer umfangreichen Requisition für das französische Heer im Jahr 1799 blieben nur noch wenige Tiere übrig, die während des 19. Jahrhunderts mit Carrossiers du Cotentin, Percherons, Anglo-Normannen und Englischen Vollblütern gekreuzt wurden. In der Folgezeit wurde das Dombes-Halbblut als militärisches Reitpferd und Sportpferd genutzt und diente 1958 als Zuchtrasse für das Cheval de Selle Français.

## Beschreibung
Historisch war das Dombes-Halbblut ein Reitpferd, vom Typ her vergleichbar mit dem Anglo-Araber. Dokumente aus der Mitte des 19. Jahrhunderts nennen eine Widerristhöhe von 1,56 bis 1,60 m und ein schwarzes Fell und beschreiben es als elegant und „voller Kraft, Energie und Beweglichkeit“. Aufnahmen aus jüngerer Zeit zeigen dagegen ein fuchsrotes bis braunes Fell.
In den 1930er Jahren wurde der Domber durch Kreuzungen mit dem Englischen Vollblut zu einem  Halbblut, ähnlich wie der Anglo-Normanne. Das Pferd wird jetzt als robust und temperamentvoll, von durchschnittlicher Größe, mit einem Gewicht zwischen 420 und 550 kg beschrieben.
Bei seiner Auswahl zur Zuchtrasse für das Selle Français im Jahr 1958 wies das Dombes-Halbblut bereits eine Höhe von 1,60 bis 1,70 m auf.